# Samone, Trentino
Samone là một đô thị ở tỉnh Trento ở vùng Trentino-Alto Adige/Südtirol của Ý, tọa lạc cách 30 km về phía đông của Trento. Tại thời điểm ngày 31 tháng 12 năm 2004, đô thị này có dân số 519 người và diện tích là 4,9 km².
Samone giáp các đô thị: Strigno và Spera.